# María José Alcón Miquel
María José Alcón Miquel (Mislata, 1961-Callosa de Ensarriá, 16 de junio de 2018) fue una política valenciana del Partido Popular.

## Trayectoria
Licenciada en Derecho y máster en Derecho Urbanístico, desempeñó el cargo de concejala de Cultura en el Ayuntamiento de Valencia entre 1995 y 2009, y dejó el cargo después de sufrir un accidente.
Tras dejar el cargo de concejal, siguió en el Ayuntamiento como asesora, y también continuó vinculada al PP.

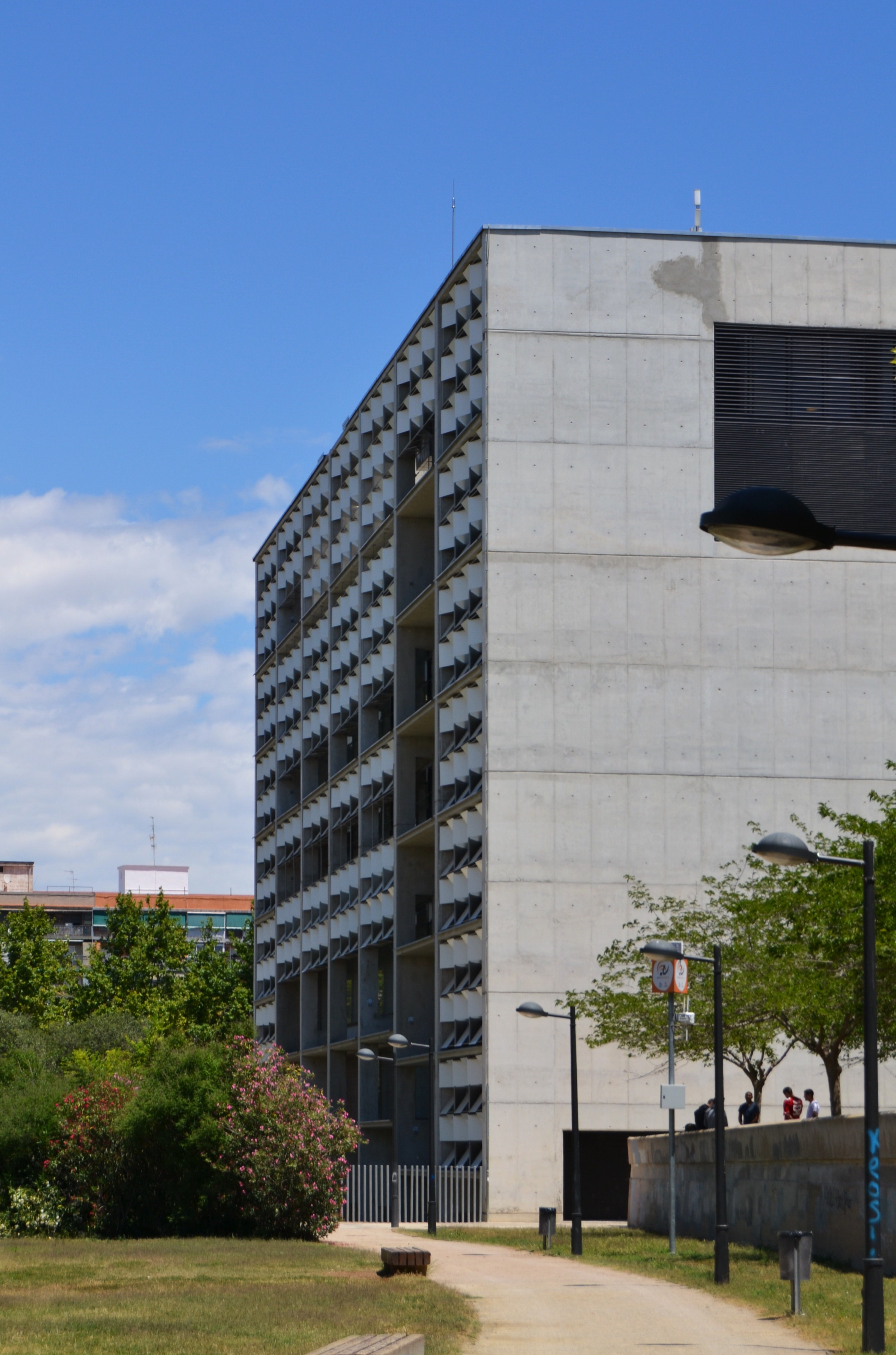
«La Rambleta» (en la imagen) «está a punto de caramelo» comentó Alcón a Marcos Benavent, en una grabación del caso Imelsa.

Fue imputada en el caso Taula por blanqueo de dinero. En una conversación con su hijo, grabada por la Policía, reconocía el presunto blanqueo de dinero para la financiación del partido en Valencia y explicaba la práctica conocida como pitufeo, consistente en que algunas personas recibían efectivo y al tiempo remitían a una transferencia por el mismo importe como donación legal al PP.
Su cuerpo sin vida apareció el 16 de junio de 2018 en el pueblo de Callosa de Ensarriá en Alicante, donde tenía una segunda residencia. Aparentemente cayó desde un balcón. La policía sospecha que se trata de un suicidio.

## Vida privada
Estaba casada con el también político Alfonso Grau.